# Siloetten
Siloetten i Løgten er et ombygget siloanlæg, noget af den oprindelige silo blev bortsprængt og det tilbageværende blev brugt til elevator og udenpå påsattes "kasser" med boliger.
Løgtens tidligere siloanlæg, var et visuelt dominerende element i byen. Den gamle silo rummer nu efter ombygningen både et- og to-plansboliger, i alt 21 boliger. Boligerne varierer i størrelse og ikke to er ens. der er frit udsyn til Aarhusbugten for beboerne i Siloetten. Allerøverst er en fælles tagterrasse for alle beboere, hvor udsigten er ekstra god. Siloetten er ombygget af C.F. Møller i samarbejde med Christian Carlsen Arkitektfirma.
Projektet blev i 2013 nomineret til Bæredygtig Beton Prisen.